# Huigen Ottopedi
Heer Huigen Ottopedi (Engels: Lord Havelock Vetinari) is een personage uit de Schijfwereld boeken van de Britse schrijver Terry Pratchett.
Heer Ottopedi is de Patriciër, de hoogste leider van de stadstaat Ankh-Meurbork.

## De Patriciër
Heer Ottopedi is lid van de machtige Ottopedi familie. Hij kreeg zijn opleiding bij het moordenaarsgilde, waar hij met hoge cijfers afstudeerde. Hij was betrokken bij de "aanslag" op de toenmalige Patriciër, die hij van schrik liet sterven. Daarna reisde hij naar Überwald. Toen hij weer terug in Ankh-Meurbork was, nam hij de macht over. Hij legaliseerde de misdaadgildes, waardoor de misdaad in de stad werd georganiseerd en elk gilde een vast quotum kreeg toegewezen. Hij bouwde een solide machtsbasis op, niet door rechtvaardig of goed te zijn, maar door niets te veranderen, omdat de meeste mensen graag weten waar ze aan toe te zijn.
De Patriciër is duidelijk de baas in de stad. Hij regeert volgens het principe "een man, een stem", waarbij hij de man is en hij de stem heeft. Hij is een meester in diplomatie en manipulatie. Vrijwel niemand heeft wat van hem te vrezen, zolang ze het stadsbelang maar boven alles stellen.
Huigen Ottopedi is een lange, slanke man van een jaar of vijftig die zich altijd in zwart kleedt.

## Persoonlijk leven
Hij werd door betovenaar Munt in een hagedisje veranderd (zie: Betoverkind). Later werd hij afgezet ten faveure van een edeldraak (zie: Wacht! Wacht!). Ook werd hij bij een aanslag op zijn leven in zijn been geschoten door een moordenaar met een vuurwapen (zie: Te Wapen) en vergiftigd (zie: Lemen voeten). De mislukte moordaanslagen leidden ertoe dat het moordenaarsgilde geen opdrachten om hem te vermoorden aanneemt. Onder zijn heerschappij werd ook de Ankh-Meurborkse wacht weer op sterkte gebracht, hoewel hij dat in eerste instantie niet zo zag zitten. Hij zag de eerste krant, de eerste internationale communicatietorens en het eerste postbedrijf in de stad verschijnen.

## Trivia
- Het motto van de familie Ottopedi is Si non confectus, non reficiat (Als het niet stuk is, repareer het dan niet).
- Huigen Ottopedi en Douwe Flinx zijn de enige twee personen in Ankh-Meurbork waarvoor het moordenaarsgilde geen contract aanneemt.
- De naam Ottopedi refereert aan de Medici familie uit het Florence tijdens de Renaissance, waar net zo gekonkeld werd. En een orthopeed is een medicus. (in het Engels is de familienaam Vetinari, een veterinary surgeon is een dierenarts)

## Boeken met Huigen Ottopedi
- De Kleur van Toverij
- Dunne Hein
- Betoverkind
- Wacht! Wacht!
- Rollende Prenten
- Maaierstijd
- Te Wapen
- Zieltonen
- Interessante Tijden
- Maskerade
- Lemen voeten
- Houzee!
- De Vijfde Olifant
- De Waarheid
- De Nachtwacht
- Posterijen
- Bam!
- Geld moet wapperen